# Репортёр

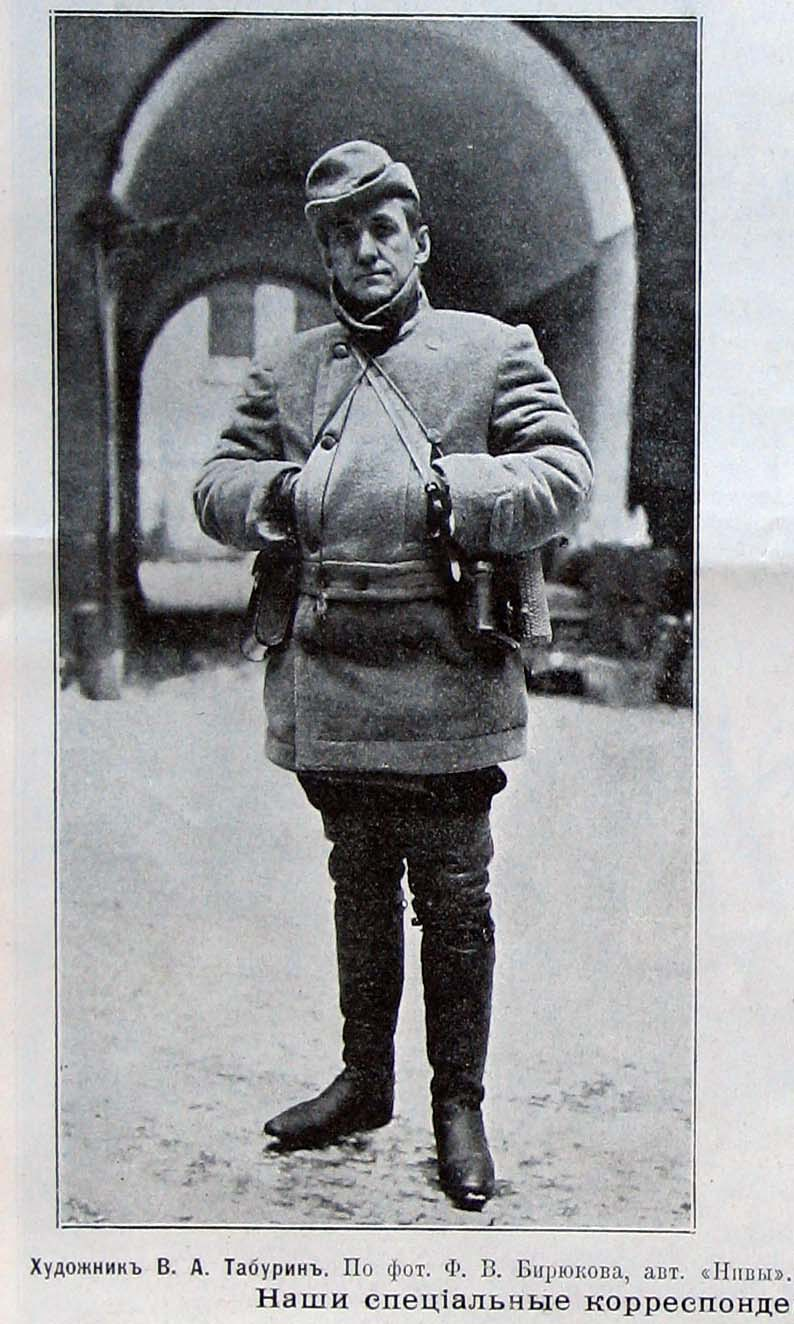
«Наши специальные корреспонденты»,
художник В. А. Табурин, по фот. Ф. В. Бирюкова, авт. «Нивы».

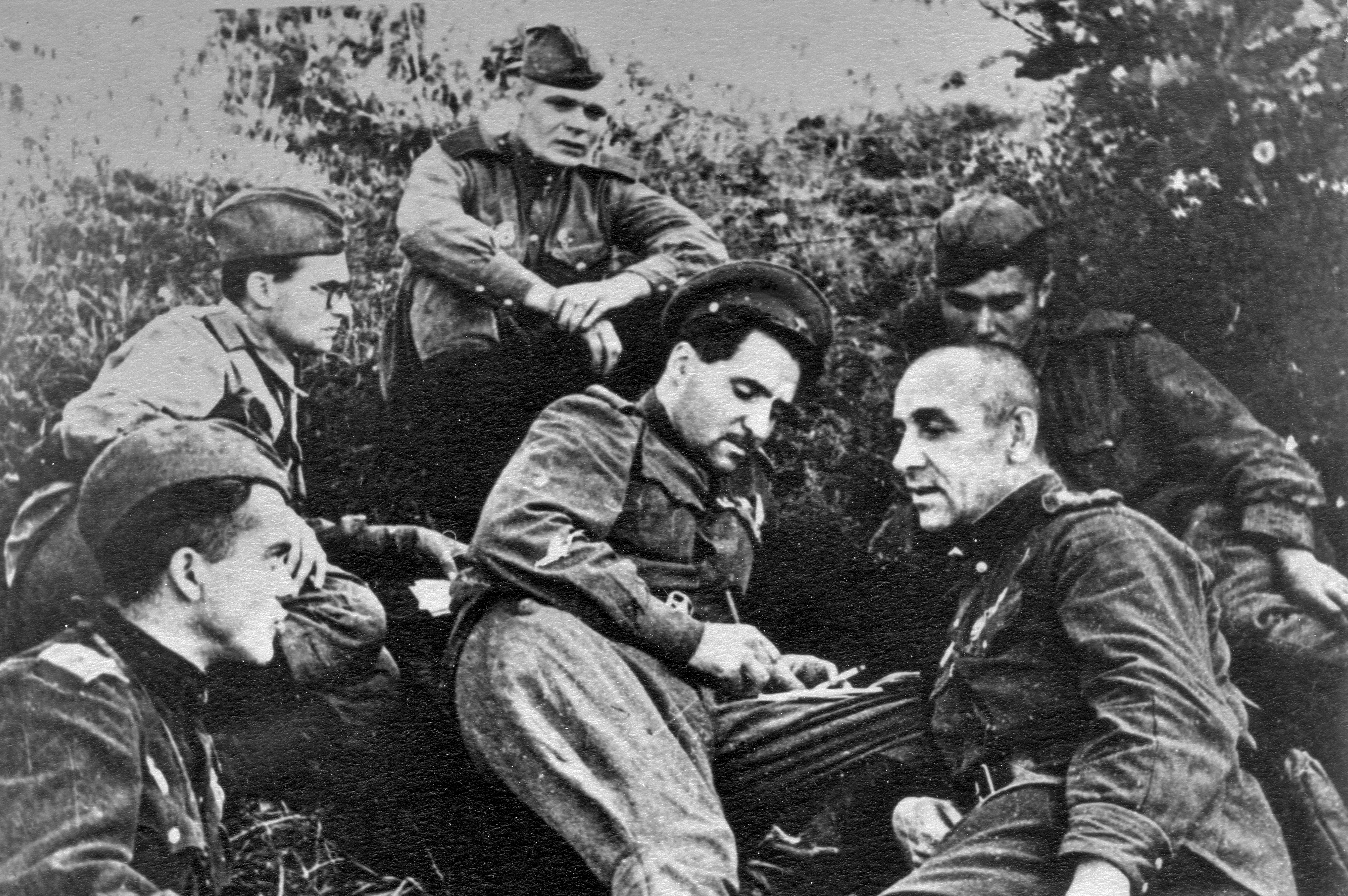
Военный корреспондент Константин Симонов (в центре) и Илья Власенко (справа) на командном пункте 75-й гвардейской стрелковой дивизии в районе Поныри. Курская битва, 1943 год.

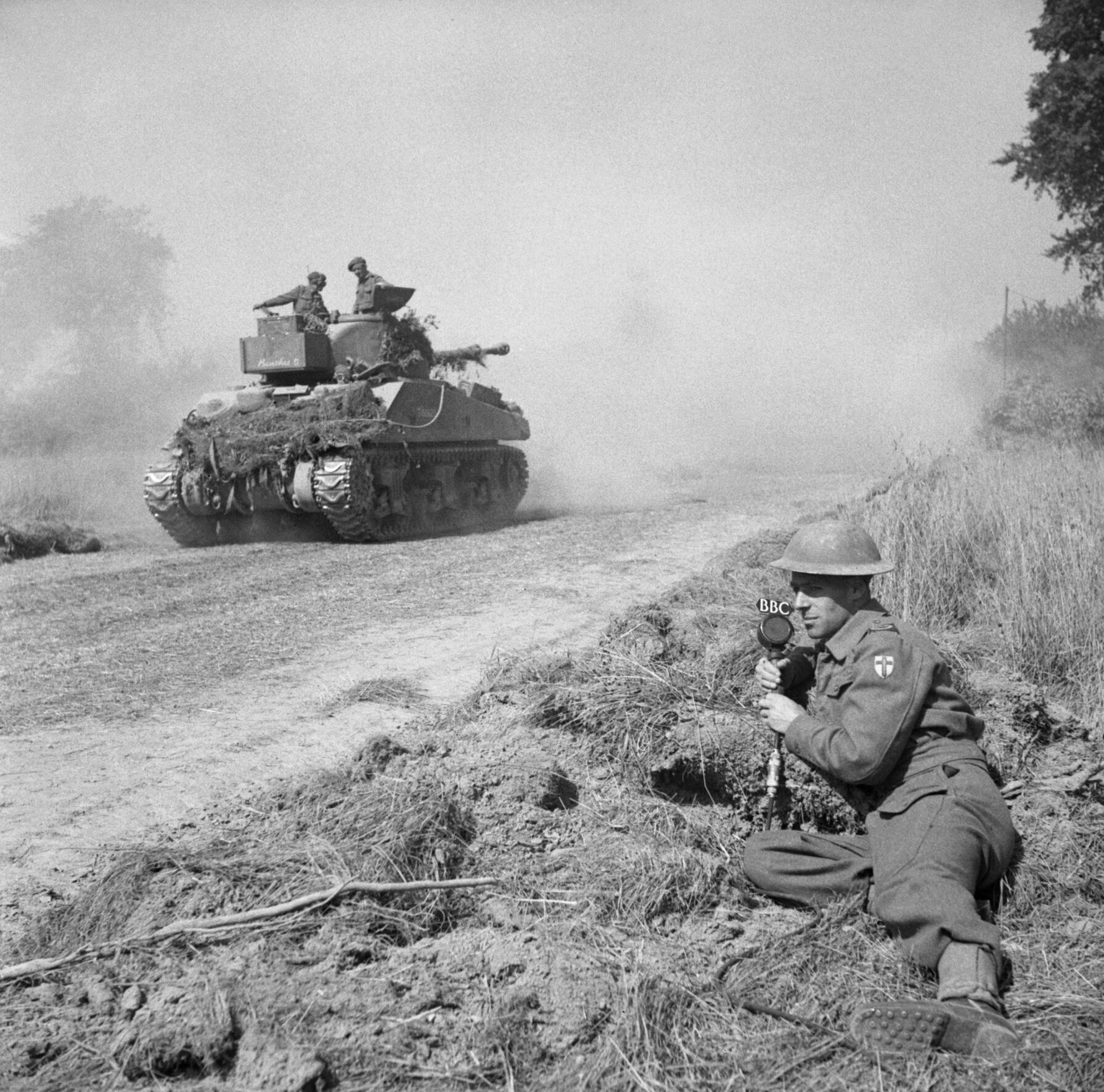
Французский корреспондент Би-Би-Си Пьер Лефевр ведёт репортаж в Нормандии во время Второй мировой войны.

Репортёр (также корреспонде́нт (новолат.), корреспондентка) — сотрудник средства массовой информации и коммуникации (СМИ и СМК), не обязательно штатный, посланный на место событий и сообщающий в редакцию информацию — репортаж (рапорт, корреспонденцию) «с места событий».
В других источниках указано что, на начало XX столетия, в газетном и журнальном деле, Корреспондент — иногородний или иностранный сотрудник (лицо), доставляющее, в газету (журнал) сведения (сообщения (корреспонденции)) из другого города или страны, о ходе дел в месте его пребывания.
В печатных изданиях (чаще всего в газетах) пишут текстовые сообщения, в аудиовизуальных СМИ (ТВ, радио) работают в кадре или эфире, в интернет-изданиях создают мультимедийный контент.
Также существуют:
по специализации
- Газетный корреспондент;
- Журнальный корреспондент;
- Военный корреспондент[3];
- Спортивный корреспондент;
- Фоторепортёр.

по статусу
- Постоянный корреспондент
- Специальный корреспондент

по месту нахождения
- Местный корреспондент;
- Иногородний корреспондент;
- Иностранный корреспондент.

В журналистике всё начинается именно с репортёрского труда: редакторы могут делать свою часть работы только после того, как репортёры «собрали урожай новостей».
Репортёр добывает информацию из трёх источников:
1. документы и записи
2. интервью
3. личные наблюдения

Эверетт Дэннис свёл методику репортёрского отбора новостей к семи пунктам:
- Конфликт. (Напряжение, удивление)
- Развитие какого-то значимого события.
- Катастрофа.
- Последствия значимого события.
- Знаменитость. (человеческий интерес)
- Своевременность. Дата.
- Местная тематика.

В принципе, репортёру необходимо добротное гуманитарное образование. Он должен знать язык, литературу, историю, политические науки, экономику, социологию, психологию, математику и естественные науки. В профессиональной среде пока не найден консенсус относительно того, что предпочтительней — рекрутировать для работы грамотного эксперта и сделать из него журналиста или же работать над «специализацией» (в той или иной сфере) грамотного репортёра.
Считается, что:

для успешной работы репортёру необходимо иметь особые свойства характера и профессиональные навыки, начиная с честности, любознательности и аккуратности. Они обязаны распознавать новости, то есть такую информацию, которая будет интересна и полезна читателям, видеть факты, из которых может сложиться потенциальный материал, улавливать связи между разрозненными на первый взгляд данными, которые на самом деле есть части целого.— 
Линдон Джонсон иронизировал:
Если кто-то работает газетным репортёром – значит, в его характере есть некий изъян.

## Печатные СМИ
В словарях профессию определяют следующим образом: «репортёр (англ. reporter) — газетный сотрудник, доставляющий информацию о происшествиях и событиях местной жизни». Такое определение не учитывает реалий нынешнего дня, когда электронные СМИ формируют значительную часть информационного потока.
Кроме того, репортажи публикуются и в журналах, как еженедельных, так и ежемесячных. Так что прилагательное «газетный» в полной мере не отражает сферу деятельности репортёров.
Сотрудники этого профиля как правило «закреплены» за определёнными отделами редакции. Но в небольших газетах существует лишь отдел информации, который отвечает за освещение местных событий.

## Телевидение

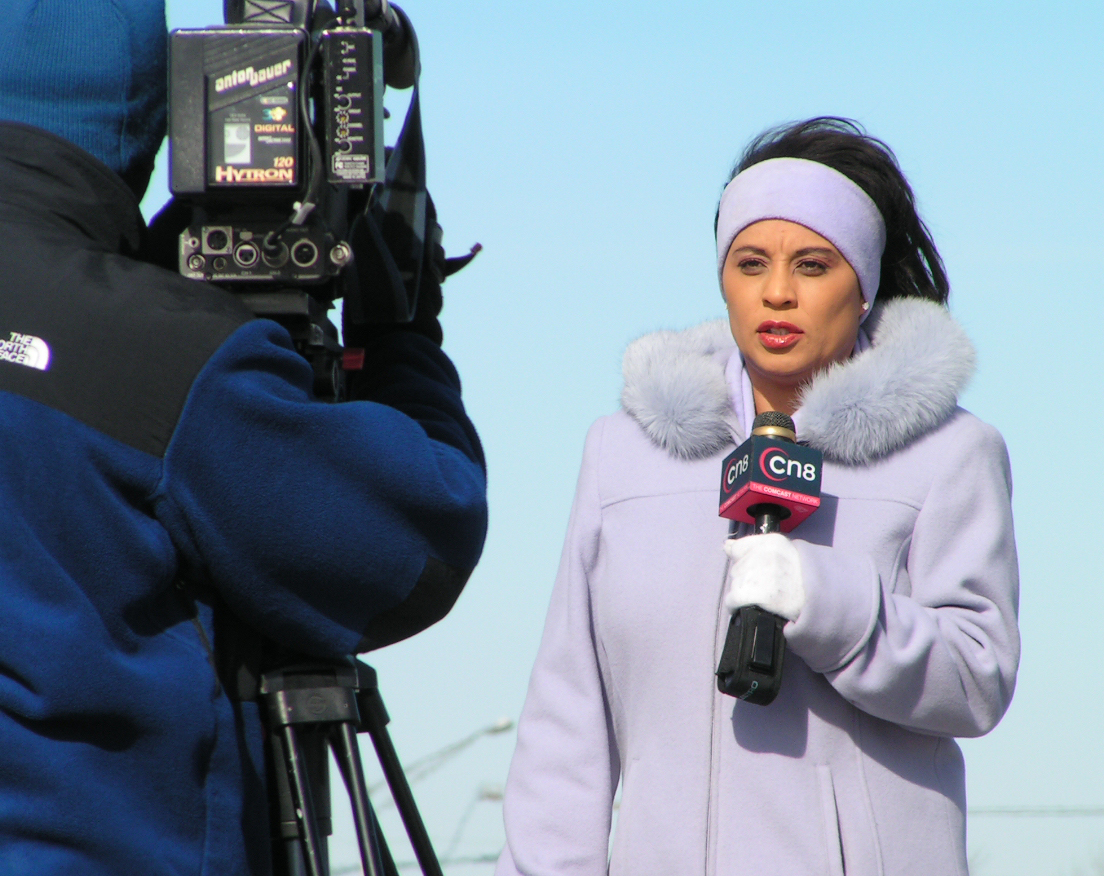
Репортёр канала CN8.

В контексте ТВ репортёр — одно из шести амплуа тележурналиста; остальные пять: ведущий, интервьюер, комментатор, обозреватель, шоумен. Ключевое значение в этой профессии имеет оперативность.
C 2007 по 2009 год телекомпания НТВ проводила всероссийский телевизионный конкурс «Профессия-репортер», который давал возможность журналистам трудоустроиться на престижных российских телеканалах.
Самым известным советским телерепортёром считается Александр Политковский, который первым из наших журналистов применил метод «скрытой камеры» (англ. hidden camera). Точнее, работал с радиомикрофоном, что было новаторством на том этапе развития отечественного ТВ. Был фактически единственным жанровым репортёром среди постоянных ведущих программы «Взгляд» (среди приглашенных «взглядовцев» можно отметить стилистику Артёма Боровика и Евгения Ю. Додолева, которые работали в аналогичном амплуа). Это позволяет отнести Политковского к той же плеяде журналистов, к которой принадлежал Александр Невзоров: телеведущих, работающих на грани допустимого действующим законодательством.

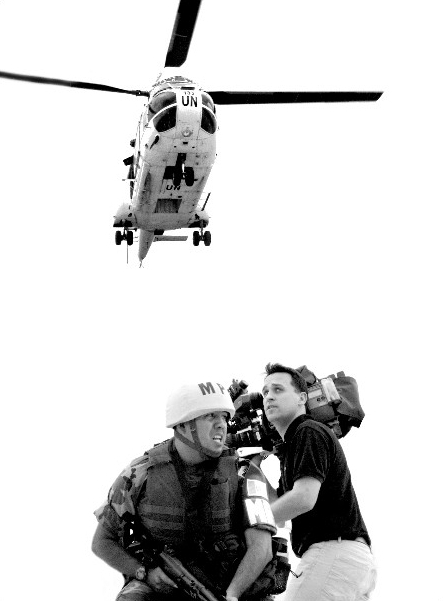
Телевизионная работа на натуре (природный фон с перспективой)
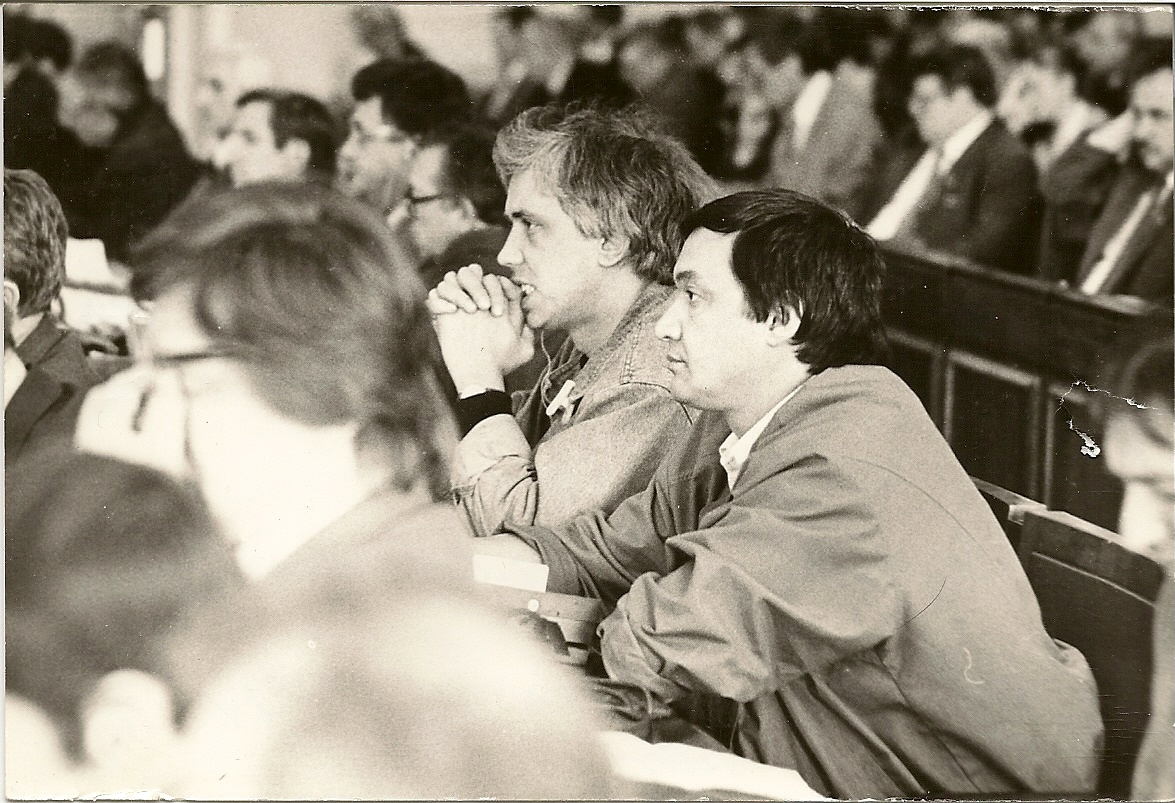
Александр Политковский и Владимир Мукусев — пионеры жанра «скрытой камеры»
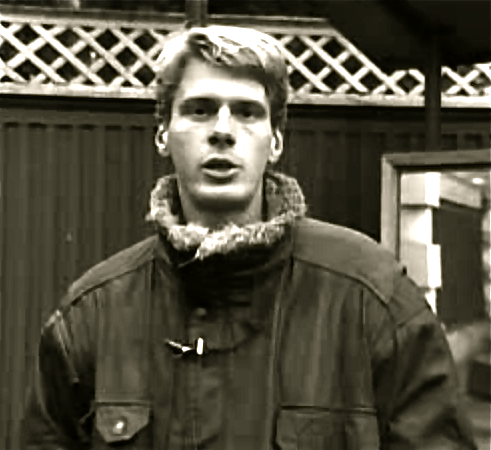
Евгений Додолев: работа с петлёй в программе «Взгляд»

## Кредо
В известном смысле ремесло мифологизировано литературой и кинематографом.
Репортёр не просто знакомит зрителя с новостями, но рапортует с места событий, являясь очевидцем происходящего и беспристрастно информируя о происходящим. В отличие от колумнистов и комментаторов, репортёры избегают давать оценку происходящему и обозначать авторскую позицию. Это не их прерогатива.
Акрам Хазам, шеф московского бюро телеканала «Аль-Джазира» утверждает:

Профессия репортёра быть вовремя везде. Поэтому если это для них является необыкновенным явлением, для нас это само собой разумеется. Была замечательная звезда MSNBC Эшли Бэнфилд, которая делала первые репортажи 11 сентября, потом была в Афганистане, работала прекрасно, каждый день необычные репортажи из самых живых точек. Потом она сейчас выступила в университете Северной Дакоты и сказала, что ей многое не нравится, как журналисты американские освещают. На следующий день её уволили. Это звезда первой величины. Ей просто не продлили контракт. Об этом тоже нужно говорить. Но есть честные журналисты. Я всегда основывался на честных журналистах, которых я знал.

Марина Леско, описывая профессию, резюмировала, что репортёром в сущности был Хам, поскольку его рассказ об отце и есть репортаж.
Пётр Любимов, ведущий телеканала «ТВ Центр» говорит:

Репортёр сегодня — это, прежде всего, циничный, неэмоциональный, высокопрофессиональный с точки зрения именно телевизионного мастерства человек. Человек, который может беспристрастно смотреть на происходящие события, не испугаться, если это какие-то чрезвычайные происшествия, выдержать какие-то жесткие ситуации, потому что очень часто репортерам активно начинают мешать в их работе. Он должен все это достойным образом переносить. Вот что такое репортёр сегодня. И, конечно, прежде всего, это автор, потому что репортер на Западе и в России это несколько разные вещи. В России под репортёром подразумевают, прежде всего, корреспондента, человека, который может осмыслить ситуацию. И, конечно, он должен быть беспристрастным.

## Риски профессии
Профессия репортёра считается одной из самых опасных в мире. Ежегодно в «горячих точках» или при съёмке опасных сюжетов гибнет несколько десятков репортёров. 

## В произведениях культуры
- Профессия: репортёр (1975, реж. Микеланджело Антониони)